# Marzena Głaszcz
Marzena Głaszcz, z d. Jarzyna (ur. 4 marca 1970 w Zgierzu) – polska koszykarka. Mistrzyni i reprezentantka Polski.

## Kariera sportowa
Wieloletnia zawodniczka Włókniarza Pabianice, którego barwy reprezentowała od 1990, po przyjściu z drugoligowego wówczas (dziś I-sza liga) Widzewa Łódź. Z pabianickim klubem zdobyła dwukrotnie mistrzostwo Polski (1991, 1992), sześć razy wicemistrzostwo (1993, 1994, 2000, 2001, 2002, 2003) i trzy razy brązowy medal mistrzostw Polski (1997, 1999, 2004). W sezonie 2004/2005 reprezentowała barwy ŁKS Łódź ŁKS Łódź, po czym zakończyła karierę. W 2007 powróciła jednak do gry w PTK Pabianice i wywalczyła z tą drużyną awans do ekstraklasy. Ostatecznie zakończyła karierę po sezonie 2009/2010.
W reprezentacji Polski wystąpiła na mistrzostwach Europy w 1993 (5 miejsce) oraz mistrzostwach świata w 1994 (13 miejsce).
Zajmuje się szkoleniem skrzatek i kadetek w Pabianickim Towarzystwie Koszykarskim.